# Публий Корнелий Рутил Кос
Публий Корнелий Рутил Кос (на латински: Publius Cornelius Rutilus Cossus) e римски сенатор, политик и военен. Произлиза от фамилията Корнелии.
През 408 пр.н.е. и 406 пр.н.е. той е консулски военен трибун. През 408 пр.н.е. той е диктатор и се бие против волските.